# Лив Константин
Лив Константин (на английски: Liv Constantine) е общ псевдоним на сестрите писателки Лин Константин и Валъри Константин, авторки на съвместни произведения в жанра трилър.

## Биография и творчество

### Лин Константин
Лин Скот Константин (на английски: Lin Constantine) е родена на 3 декември 1960 г. в Балтимор, Мериленд, САЩ. Има гръцко потекло от баба си гъркиня. Получава бакалавърска степен по английски език от Канисий Колидж, магистърска степен по английски език и литература от университета „Джонс Хопкинс“ и магистърска степен по интердисциплинарни изкуства от Годард Колидж. Работила е като журналист и рецензент на книги. Съосновател е на консултантска фирма в областта на комуникациите, където е изпълнителен директор по маркетинг. После работи като доцент по интердисциплинарни изкуства в Училището по изкуства на университета „Джордж Мейсън“, където преподава курсове по креативност, визуално мислене, критични практики в изкуството, и др. От 2000 г. се посвещава на писателската си кариера. Служи и като вицепрезидент на Асоциацията на международните писатели на трилъри.
Първият ѝ роман, социалната драма „Танц в кръг“, е издаден през 2004 г. Пише трилъри и под псевдонима Л. С. Шоу (L.C. Shaw). Първият ѝ трилър „Мрежата“ от поредицата „Джак Логан“ е издаден през 2019 г.
Лин Константин живее със семейството си в Уестпорт, Кънектикът.

### Валъри Константин
Валъри Константин (на английски: Valerie Constantine) е родена в Балтимор, Мериленд, САЩ. Получава магистърска степен с отличие по английска литература от Университета на Мериленд. След дипломирането си работи като асистент в Белия дом в президентския офис за предварително планиране на президентски пътувания и посещава над 40 държави по света. Тя е доброволец в общество „Каритас“ на колежа „Сейнт Джон“ в Анаполис.
Валъри Константин живее със семейството си в Анаполис, Мериленд.

### Съвместно творчество
Първият им трилър „Последният път, когато те видях“ е издаден през 2019 г. Героинята д-р Кейт Инглиш има прекрасен и осигурен семеен живот до нощта, в която майка ѝ брутално убита в дома си, а тя получава анонимна заплаха. С бившата си приятелка Блеър Барингтън започват собствено разследване, а това води до откриване на изневяра, лъжи и предателства, а убиецът може да бъде всеки – приятел, съсед, любим човек.
През 2020 г. е издаден трилърът им „Преследвачката“. Установи се в привлекателния крайбрежен Уестпорт красивата и решителна Пайпър води успешен живот и бизнес. Тя е привлечена от харизматичен адвокат Лео, който обаче има семейство. Постепенно тя започва афера с него, но съпругата му Джоана решава да се бори за семейството си и се опитва да изрови нещо, което да използва срещу Пайпър, а миналото на Пайпър крие своите тъмни тайни.
Първият им роман „Последната госпожа Периш“ от едноименната поредица е издаден през 2021 г. Обикновената и незабележима Амбър Патерсън желае живот, изпълнен с пари и власт, като този на русокоса синеока богиня от висшето общество и филантроп Дафни Периш. Тя решава да се сближи с Дафни и да си проправи път към съпруга ѝ Джаксън. Но в миналото ѝ има нещо, което може да попречи на добре обмисления ѝ план. Трилърът оглавява класациите за бестселърите на „Ю Ес Ей Тъдей“ и „Уолстрийт Джърнъл“, и е избран от Рийз Уидърспун за книга на месеца в световноизвестния ѝ литературен клуб. Предвиден е и за екранизация.
Произведенията на писателките са преведени на 29 езика и са издадени в 34 държави по света.

## Произведения

### Самостоятелни романи
- The Last Time I Saw You (2019)[1][2][3][5]
- The Wife Stalker (2020)
Преследвачката, изд.: „Бениториал“, София (2023), прев. Габриела Кожухарова
- The Stranger in the Mirror (2021)
- The Senator's Wife (2023)

### Поредица „Последната госпожа Периш“ (Last Mrs. Parrish)
- The First Shot (2021) – предистория

1. The Last Mrs. Parrish (2017)[2][4]
Последната госпожа Периш, изд.: „Бениториал“, София (2022), прев. Габриела Кожухарова
2. The Next Mrs. Parrish (2024)

### Новели
- Misconception (2023)[1]

### Екранизации
- ?? The Last Mrs. Parrish